# Stuart Gray
Stuart Allan Gray (Zona del Canal de Panamá, 27 de mayo de 1963) es un exjugador de baloncesto estadounidense nacido en Panamá que jugó siete temporadas en la NBA además de hacerlo en la CBA. Con 2,13 metros de estatura, lo hacía en la posición de pívot.

## Trayectoria deportiva

### Universidad
Tras haber disputado en 1981 el prestigioso McDonald's All American Game, jugó durante tres temporadas con los Bruins de la Universidad de California, Los Ángeles, en las que promedió 7,5 puntos, 6,5 rebotes y 0,8 tapones por partido.

### Profesional
Fue elegido en la vigésimo novena posición del Draft de la NBA de 1984 por Indiana Pacers, donde permaneció durante 5 temporadas con la misión de dar minutos de descanso a los pívots titulares, Steve Stipanovich y Herb Williams, y más tarde a Wayman Tisdale. Su mejor temporada fue la 1987-88, en la que promedió 3,0 puntos y 3,4 rebotes por partido. a pesar de su escasa presencia en la pista, menos de 10 minutos por partido, su rendimiento fue de lo más satisfactorio, como lo demuestra el hecho de que su media de rebotes por minuto jugado es la tercera mejor de la historia de la franquicia de los Pacers, solo superado por Dale Davis y Jeff Foster.
Antes del comienzo de la temporada 1989-90 fue traspasado a Charlotte Hornets a cambio de Dyron Nix. Allí jugó 39 partidos sin cumplir con las expectativas, promediando 2,6 puntos y 3,4 rebotes, antes de ser traspasado nuevamente, esta vez a los New York Knicks a cambio de una futura segunda ronda del draft. Allí finalizó la temporada y comenzó la siguiente, en la cual apenas fue utilizado hasta ser despedido por el equipo en el mes de enero.
Antes de retirarse, jugó una temporada más con los Capital Region Pontiacs de la CBA.

## Selección nacional
Gray formó parte de la selección de baloncesto de Panamá que compitió en el Torneo de las Américas de 1992.

## Estadísticas de su carrera en la NBA

### Temporada regular
| Año     | Equipo    | PJ  | PT | MPP  | %TC  | %3P  | %TL   | RPP | APP | ROB | TPP | PPP |
| ------- | --------- | --- | -- | ---- | ---- | ---- | ----- | --- | --- | --- | --- | --- |
| 1984-85 | Indiana   | 52  | 0  | 7.5  | .380 | –    | .681  | 2.4 | .3  | .2  | .3  | 2.0 |
| 1985-86 | Indiana   | 67  | 3  | 6.3  | .500 | –    | .635  | 1.8 | .2  | .1  | .2  | 2.3 |
| 1986-87 | Indiana   | 55  | 1  | 8.3  | .406 | –    | .718  | 2.3 | .5  | .2  | .5  | 2.0 |
| 1987-88 | Indiana   | 74  | 0  | 10.9 | .466 | .000 | .603  | 3.4 | .6  | .1  | .4  | 3.0 |
| 1988-89 | Indiana   | 72  | 0  | 10.9 | .471 | .000 | .688  | 3.4 | .4  | .2  | .3  | 2.6 |
| 1989-90 | Charlotte | 39  | 1  | 11.9 | .463 | .000 | .641  | 3.4 | .4  | .3  | .6  | 2.6 |
| 1989-90 | New York  | 19  | 0  | 4.9  | .235 | .000 | .875  | .7  | .1  | .2  | .1  | .8  |
| 1990-91 | New York  | 8   | 0  | 4.6  | .333 | –    | 1.000 | 1.3 | .0  | .0  | .1  | 1.4 |
| Total   | Total     | 386 | 5  | 9.0  | .446 | .000 | .663  | 2.6 | .4  | .2  | .3  | 2.3 |

### Playoffs
| Año    | Equipo   | PJ | PT | MPP | %TC  | %3P | %TL  | RPP | APP | ROB | TPP | PPP |
| ------ | -------- | -- | -- | --- | ---- | --- | ---- | --- | --- | --- | --- | --- |
| 1986   | Indiana  | 3  | 0  | 4.7 | .000 | –   | .500 | 2.3 | .0  | .0  | .0  | .7  |
| 1990   | New York | 4  | 0  | 3.0 | .400 | –   | –    | 2.0 | .0  | .3  | .0  | 1.0 |
| Career | Career   | 7  | 0  | 3.7 | .333 | –   | .500 | 2.1 | .0  | .1  | .0  | .9  |